# レイーノ
レイーノ（イタリア語: Reino）は、イタリア共和国カンパニア州ベネヴェント県にある、人口約1,200人の基礎自治体（コムーネ）。

## 地理

### 位置・広がり
ベネヴェント県のコムーネ。県都ベネヴェントから北へ19kmの距離にある。

#### 隣接コムーネ
隣接するコムーネは以下の通り。
- チルチェッロ
- コッレ・サンニータ
- フラニェート・ラバーテ
- ペスコ・サンニータ
- サン・マルコ・デイ・カヴォーティ

## 行政

### 分離集落
レイーノには、以下の分離集落（フラツィオーネ）がある。
- Bosco del Monte, Gianferri, Streppone